# Lytta nitidicollis
Lytta nitidicollis là một loài bọ cánh cứng trong họ Meloidae. Loài này được LeConte miêu tả khoa học năm 1851. Chúng được tìm thấy ở Trung và Bắc Mỹ.